# 1552
Cette page concerne l'année 1552  du calendrier julien. Pour l'année 1552 av. J.-C., voir 1552 av. J.-C.
L'année 1552 est une année bissextile qui commence un vendredi.

## Événements
- Janvier : Tlemcen est conquise sur les Saadiens par Hasan Corso, à la tête des troupes de la régence d'Alger[1].
- 9 février : Pedro de Valdivia fonde Valdivia au Chili[2].
- 26 mars, Inde : Gurû Amar Das devient le troisième des dix Gurûs du sikhisme (fin en 1574)[3].
- Avril :
  - Salah Raïs devient beylerbey de la régence d’Alger[1] (fin en 1556).
  - départ de Suez de la flotte de l'amiral Piri Reis[4]. Début de la campagne ottomane contre Ormuz.
- 20 mai : fondation de la ville de Nueva Segovia de Barquisimeto (Venezuela)[5].
- 17 juin : bulle de création de l'évêché de La Plata en Bolivie[6].
- 15 août : début du siège de Mascate par les Ottomans. La garnison portugaise capitule à condition de pouvoir rejoindre librement Ormuz, mais elle est capturée par les Ottomans qui mettent la ville à sac[7].
- 19 septembre : heurt entre les Ottomans et les Portugais à Ormuz[7] ; Piri Reis bombarde et prend la ville, puis se retire le 9 octobre vers  Bassorah.
- Octobre : expédition de Salah Raïs à Touggourt et à Ouargla pour se procurer de l’or[1]. Les oasis sahariennes d’Algérie sont contrôlées par les Ottomans. Une garnison est installée à Touggourt.

### Europe
- 15 janvier : Henri II de France conclut une alliance avec les Turcs et les protestants allemands de la Ligue de Smalkalde au traité de Chambord[8].
- 22 janvier, Angleterre : exécution d'Edward Seymour pour trahison[8].
  - John Dudley, le protecteur Northumberland (1502-1553), représentant du parti protestant, supplante Edward Seymour qui est exécuté. Il persuade le roi de reconnaître Jeanne Grey (1537-1554), sa belle fille et arrière-petite-fille d’Henri VII par sa mère comme héritière. Dudley s’appuie sur des réfugiés de Strasbourg, exilés à la suite de l’intérim d'Augsbourg (Pierre Martyr Vermigli, Tremelli, Ochino, Bucer).

- 24 février : suppression des privilèges de la Hanse en Angleterre[9].

- 14 avril : second Act of Uniformity du Parlement d'Angleterre accompagné d’un Second Prayer Book (livre de prières), qui doit être en usage au 1er novembre[10]. Il renforce les sanctions prévues contre les ministres qui ne l’utilisent pas et rend passible d’amende tous ceux qui n’assistent pas à l’office du dimanche et ceux qui manqueraient de décence pendant le service.

- 18 avril : entrée de Henri II à Metz, lors de son Voyage d'Allemagne[11]. Début de la dixième guerre d’Italie (fin en 1556). Au cours du « Voyage d’Allemagne », Henri II s’empare des Trois-Évêchés en été (Toul, Metz, Verdun[12]). Metz, prise par la ruse et défendue par François de Guise, résiste à un siège mené personnellement par Charles Quint (octobre 1552-janvier 1553).
- 28 avril : interruption des réunions du concile de Trente car les troupes protestantes de la Ligue de Smalkalde menacent la ville[13].

- 19 mai : victoire de Maurice de Saxe et Guillaume de Hesse devant Innsbruck contre Charles Quint et Ferdinand, qui, sans armée et sans ressources, s’enfuient en Autriche et doivent négocier la paix (1er juin). À Villach, les Fugger prêtent une somme importante à Charles Quint, ce qui lui permet de sauver son armée de la catastrophe[14]. À Innsbruck, une armée est levée grâce à l’arrivée de 180 millions de maravédis de Castille, de 75 millions de Naples et de 150 millions prêtés par Anton Fugger.
- 23 mai : Maurice de Saxe entre à Innsbruck[15].

- 26 juillet : révolte des Siennois, qui chassent la garnison impériale aux cris de « Francia ». Ils appellent des troupes françaises qui entrent dans la ville le 11 août tandis qu’une flotte française opère conjointement avec une flotte turque sur les côtes italiennes[16]. La ville, après un long siège, perd toute indépendance et est donné au duché de Toscane. Le maréchal Piero Strozzi prend le commandement des troupes françaises en Toscane et Monluc défend Sienne. La guerre dure trois ans.
- 30 juillet : prise de Temesvár par les Ottomans[17].

- 2 août : paix de Passau. Amnistie et liberté religieuse aux princes protestants en Allemagne[15].
- 21 août : en Espagne, le théologien Juan Gil Egidio abjure après son procès pour luthéranisme[18].

23 août-2 octobre : siège de Kazan. Défense de la mosquée.

- 23 août : Ivan le Terrible, à la tête d’une armée de 150 000 hommes et avec 150 canons, met le siège devant Kazan[19].
- 31 août : fondation du Collège germanique par la Compagnie de Jésus à Rome pour fournir des prêtres à l’Allemagne. Les jésuites, appelés à Vienne par Ferdinand, y fondent un collège (1553)[20].

- Septembre : après la bataille de Sipote, Alexandru IV Lăpusneanu s'empare du trône de Moldavie. Sous son règne, le Sultan fait transférer la capitale de Suceava à Iași, site plus facile à surveiller[21].

- 2 octobre : prise de Kazan par Ivan le Terrible[19] et capture du khan Yadiger Mohammed ; la Moscovie annexe le khanat dont les populations sont soumises ou expulsées. Les colons russes l’occupent en masse.

- 18 octobre : fin de la guerre en Hongrie. Ferdinand ayant tenté de s’emparer de la Transylvanie, les Turcs ottomans réagissent et prennent Temesvár (Timișoara), mais échouent devant Erlau (Eger), grâce à la résistance de la garnison d’Étienne Dobo le 18 octobre[22]. Ils occupent le Banat qui devient le vilayet de Temesvár. Sur ordre du sultan (1554), la Diète de Transylvanie rappelle Jean Sigismond et sa mère Isabelle.
- 19 octobre : Charles Quint met le siège devant Metz, qui résiste[23], jusqu'en janvier 1553[24].

## Naissances en 1552
- 14 janvier : Alberico Gentili, juriste italien († 19 juin 1608).
- 20 janvier : Sebastian Breuning, évêque auxiliaire d'Augsbourg et évêque titulaire d’Adramytte (de) en Mysie († 14 février 1618).
- 1er février : Edward Coke, jurisconsulte anglais († 3 septembre 1634).
- 8 février : Théodore Agrippa d'Aubigné, homme de guerre, écrivain controversiste et poète baroque français († 9 mai 1630).
- 15 février : Melchior Klesl, cardinal autrichien († 18 septembre 1630).
- 20 février : Sengoku Hidehisa, samouraï de la fin de la période Sengoku et du début de l'époque d'Edo († 13 juin 1614).
- 25 février : Madeleine de Lippe, noble allemande († 26 février 1587).
- 28 février : Jost Bürgi, horloger et constructeur d'instruments suisse († 31 janvier 1632).
- 1er mars : Anne de Clèves, duchesse de Juliers et de Berg, comtesse de Ravensberg († 6 octobre 1632).
- 20 mars : Christophe de Hohenzollern-Haigerloch, Comte de Hohenzollern-Haigerloch († 21 avril 1592).
- 20 avril : Frédéric IV de Legnica, duc de Liegnitz († 27 mars 1596).
- 16 mai : Prince Masahito, fils ainé de l'empereur Ōgimachi († 7 septembre 1586).
- 17 juin : Jean-Georges d'Oława, duc d'Oława et de Wołów († 6 juillet 1592).
- 18 juin : Gabriello Chiabrera, poète italien († 14 octobre 1638).
- 25 juin : Hans von Schweinichen, courtisan du duché de Liegnitz et mémorialiste polonais († 23 août 1616).
- 4 juillet : Maximilienne-Marie de Bavière, princesse de Bavière († 11 juillet 1614).
- 11 juillet :
  - Ottavio Paravicini, cardinal italien († 3 février 1611).
  - Flaminio Piatti, cardinal italien († 1er novembre 1613).
- 18 juillet :
  - Catherine de Lorraine, princesse  française issue de la maison de Guise († 6 mai 1596).
  - Rodolphe II, empereur du Saint-Empire et roi de Bohème († 20 janvier 1612).
- 14 août : Lavinia Fontana, peintre maniériste italienne de l'école romaine († 11 août 1614).
- 14 août ou 18 août : Paolo Sarpi, historien, érudit, scientifique et patriote vénitien († 15 janvier 1623).
- 12 septembre : André Schott, prêtre jésuite, linguiste, humaniste et écrivain brabançon († 23 janvier 1629).
- 20 septembre :
  - Diane de Dommartin, baronne de Fontenoy-le-Château († après le 14 octobre 1625).
  - Lorenz Scholz von Rosenau, médecin et botaniste († 22 avril 1599).
- 21 septembre : Barbara Longhi,  peintre italienne († 23 décembre 1638).
- 22 septembre : Vassili IV Chouiski, tsar de russie († 12 septembre 1612).
- 25 septembre : Vespasiano Genuino, sculpteur sur bois et graveur italien († mai 1637).
- 27 septembre : Flaminio Scala, acteur italien de Commedia dell'Arte († 9 décembre 1624).
- 6 octobre : Matteo Ricci, prêtre jésuite italien, missionnaire en Chine († 11 mai 1610).
- 11 octobre : Dimitri Ivanovitch, tsarévitch (héritier présomptif du tsarat de Russie) († 2 juin 1553).
- 18 octobre : Élisabeth de Saxe, princesse saxonne de la Maison de Wettin († 2 avril 1590).
- 23 octobre : Odet de Turnèbe, dramaturge français († 20 juillet 1581).
- 28 octobre : Simon de Rojas, religieux espagnol de l'ordre des Trinitaires († 29 septembre 1624).
- 20 novembre : Gilbert Talbot, 7e comte de Shrewsbury et 7e comte de Waterford, courtisan anglais et pair d'Angleterre († 8 mai 1616).
- 27 novembre : William Cavendish, 1er comte de Devonshire MP, aristocrate, politicien et courtisan anglais († 3 mars 1626).
- 26 décembre : Seonjo, quatorzième roi de Corée de la période Joseon († 17 mars 1608).
- 29 décembre : Henri Ier de Bourbon-Condé, prince protecteur des protestants pendant les guerres de religion († 5 mars 1588).
- 31 décembre : Simon Forman, astrologue, occultiste et herboriste anglais († 12 septembre 1611).

- Date précise inconnue :
  - Hans von Aachen, peintre maniériste allemand († 4 mars 1615).
  - Pompeio Arrigoni, cardinal italien († 4 avril 1616).
  - Girolamo Belli, compositeur et professeur de musique italien († vers 1620).
  - Jean Bertaut, poète français et un évêque de Sées († 8 juin 1611).
  - Philippe de Carteret I, seigneur de Sercq, deuxième seigneur de Sercq († 1594).
  - Louis Lefèvre de Caumartin, homme d'État français († 21 janvier 1623).
  - Salomon Certon, poète français († 1620).
  - Dame Saigō, première épouse et confidente de Tokugawa Ieyasu († 1er juillet 1589).
  - Dom Justo Takayama, samouraï et daimyo japonais, converti au christianisme (kirishitan) à l'époque Sengoku († 4 février 1615).
  - François Grudé, érudit et bibliographe français († 1592).
  - Gwak Jae-u, général et patriote coréen originaire de Uiryeong († 1617).
  - Jean Hotman, diplomate et conseiller politique français († 26 janvier 1636).
  - Imai Sōkun, marchand d'armes et maître de la cérémonie du thé japonais († 25 mai 1627).
  - Alonso de Ledesma, poète espagnol († 1623).
  - Jean Meusnier, prélat français († 9 juillet 1594).
  - Fédéric Morel, imprimeur français († 27 juin 1630).
  - Nihonmatsu Yoshitsugu, daimyo de la période Sengoku († 29 novembre 1585).
  - Petrus Plancius, prédicateur calviniste, dessinateur, astronome et cartographe flamand († 15 mai 1622).
  - Antoine de Pluvinel, un des précurseurs de l'école d'équitation française[25] († 22 ou 23 août 1620).
  - Pierre Poupo, poète français († 1590).
  - Régine Protmann, religieuse fondatrice de la congrégation de Sainte-Catherine († 18 janvier 1613).
  - Guitard de Ratte, évêque de Montpellier († 7 août 1602).
  - Cristoforo Rustici, peintre italien de l'école siennoise († 1641).
  - Antoine Séguier, magistrat français († 1624).
  - Shimozuma Rairyū, moine gardien du Hongan-ji († 1609).
  - Emanuel Sweerts, homme d'affaires néerlandais († 1612).
  - Ludovico de Torres, cardinal italien († 8 juillet 1609).
  - Uesugi Kagetora, samouraï de l'époque Sengoku au Japon († 19 avril 1579).
  - Alfonso Visconti, cardinal italien († 19 septembre 1608).
  - Flora Zuzzeri, poète ayant vécu à Ancône et à Raguse († 1er décembre 1648).

- 1552 ou 1553 :
  - Francisco Goméz de Sandoval y Rojas, duc de Lerma, favori de Philippe III d'Espagne († 17 mai 1625).
  - Richard Hakluyt, chapelain de la cathédrale de Bristol et archidiacre de l'abbaye de Westminster, géographe, historien, traducteur, éditeur et diplomate  anglais († 23 novembre 1616).

- 1552 ou 1554 :
  - Walter Raleigh, écrivain, poète, courtisan, officier et explorateur anglais († 29 octobre 1618).

- Vers 1552 :
  - Pierre Berno, prêtre jésuite suisse († 25 juillet 1583).
  - William Brydges, 4e baron Chandos, pair et politicien anglais († 1602).
  - Alessandro Casolani, peintre italien de l'école siennoise († 1606 ou 1607).
  - Gaspard de Forbin, homme politique français († 3 décembre 1637).
  - Jean Moreau, chanoine de Cornouaille († 29 juin 1617).
  - Avanzino Nucci, peintre italien († 1629).
  - Edmund Spenser, poète anglais († 13 janvier 1599).

## Décès en 1552
- 13 avril : John Leland, antiquaire anglais (° 13 septembre 1506).
- 19 avril : Olaus Petri, théologien suédois (° 6 janvier 1493).
- 21 avril : Petrus Apianus (° 16 avril 1495), astronome et mathématicien allemand.
- 29 avril : Laurentius Andræ, théologien suédois[26] (° vers 1470).

- 28 mai : Marcello Crescenzi, cardinal italien (° 1500).

- 2 octobre : Frédéric de Brandebourg, fut sous le nom de Frédéric IV archevêque de Magdebourg et de Frédéric III évêque d'Halberstadt (° 12 décembre 1530).
- 17 octobre : Osiander, théologien protestant (° 19 décembre 1498).
- 20 octobre : René Ier de Rohan,  18e vicomte de Rohan, vicomte puis prince de Léon, marquis de Blain, comte de Porhoët (° 1516).

- 12 novembre : Jodocus Willich, médecin et humaniste allemand (° 1501).

- 3 décembre : François Xavier, missionnaire jésuite espagnol, dans l'île de Sancian au large de Canton, en Chine. Il désirait évangéliser la Chine (° 7 avril 1506).

- Date précise inconnue :
  - Pedro de Gamboa, maître d'œuvre et architecte espagnol (° 1512).
  - Blasco de Garay, capitaine de marine et inventeur espagnol (° 1500).
  - Jean Goëvrot, chirurgien français (° 1501).
  - Giovann'Antonio Lappoli,  peintre florentin (° 1492).
  - Gualtiero Padovano, peintre italien (° 1510).
  - Satomura Shōkyū, artiste japonais, maître du vers lié du genre renga (° 1510).